# أنا الخليجي
أنا الخليجي أنشودة وطنية كويتية، كُتِبت بالمحكية الخليجية من قبل الشاعر الكويتي عبد اللطيف البناي ولحنها الموسيقار الكويتي يوسف المهنا وقدمها كل من عبد المحسن المهنا وعبد الكريم عبد القادر ونوال الكويتية في ديسمبر من عام 1984 بمناسبة انعقاد القمة الخليجية الخامسة في الكويت. اشتهرت أنشودة «مصيرنا واحد» بذات الاسم لتشابه مطلعها الثاني: «أنا الخليجي.. أنا الخليجي وأفتخر إني خليجي» مع المطلع الأول لهذه الأنشودة «أنا الخليجي ستة شالوا رايتي أنا الخليجي».